# 위양 (축구 선수)
위양(중국어: 于洋, 병음: Yú Yáng, 1989년 8월 6일 ~ )은 중국의 축구 선수이다. 포지션은 수비수이며 현재 중국 슈퍼리그의 베이징 궈안 소속이다.